# 中之庄村
中之庄村（なかのしょうむら）は、愛媛県の東予地方の宇摩郡にあった村。
1944年（昭和19年）に中曾根村、中之庄村、三島町、松柏村の1町3村の合併で三島村となり、自治体としては消滅した。その後、三島村は昭和の合併を経て市制施行し伊予三島市となり、さらに平成の合併で四国中央市となっている。現在の四国中央市の中西部。

## 地理
北を燧灘に面する。
村名の由来
中ノ庄とも書き、荘園の名に由来するとされる。

## 歴史

### 略史
江戸時代
めまぐるしく変遷を遂げているが、南方の四国山中に発見された別子銅山の運営の関係によるものである。
- はじめ松山藩領
- 1636年（寛永13年） - 一柳氏領
- 1643年（寛永20年） - 幕府領、松山藩預かり
- 16年（宝永元年） - 西条藩領。

### 村の沿革
- 1889年（明治22年）12月15日 - 町村制施行に伴い、中之庄（なかのしょう）村及び具定（ぐじょう）村の区域をもって、宇摩郡中之庄村（なかのしょうむら）が発足する。役場を大字中之庄におく。
- 1944年（昭和19年）4月1日 - 三島町、中曾根村、中之庄村及び松柏村が合併し、改めて三島町が発足する。

```
中之庄村の系譜
（町村制実施以前の村）　（明治期）　　　　　　　　　（昭和の合併）　（平成の合併）
　　　　　　　　　　　　町村制施行時　　　　　　　
　　　　　　　　　　　　　　　　あ　　　い　う　　　　　昭和29年11月1日　
　　　　　　　　　　　三島村━━三島町━┳━┳━━━━┓合併・市制施行
　　　　　　　　　　　　　　　　　　　　┃　┃　　　　┣伊予三島市━┓
　　　　　　　　　　　中曽根村━━━━━┫　┃　　　　┃　　　　　　┃
中之庄━━━━┓　　　　　　　　　　　　┃　┃　　　　┃　　　　　　┃　　　　　　
　　　　　　　┣━━━中之庄村━━━━━┫　┃　　　　┃　　　　　　┃
具定　━━━━┛　　　　　　　　　　　　┃　┃　　　　┃　　　　　　┃　
　　　　　　　　　　　松柏村━━━━━━┛　┗松柏村━┫　　　　　　┃
　　　　　　　　　　　豊岡村━━━━━━━━━━━━━┫　　　　　　┃
　　　　　　　　　　　　　　　　　　　　　　え　　　　┃　　　　　　┃
　　　　　　　　　　　寒川村━━━━━━━━寒川町━━┫　　　　　　┃
　　　　　　　　　　　金砂村━━━━━━━━━━━━━┫　　　　　　┃
　　　　　　　　　　　富郷村━━━━━━━━━━━━━┛　　　　　　┃
　　　　　　　　　　　　　　　　　　　　　　　　　　　　　　　　　　┃平成16年4月1日
　　　　　　　　　　　　　　　　　　　　　　　　　　　　　　　　　　┃新設合併
　　　　　　　　　　　　　　　　　　　　　　　　　　　　　　　　　　┣四国中央市
　　　　　　　　　　　　　　　　　　　　　川之江市━━━━━━━━━┫
　　　　　　　　　　　　　　　　　　　　　新宮村━━━━━━━━━━┫
　　　　　　　　　　　　　　　　　　　　　土居町━━━━━━━━━━┛
　　　　　　　　　　　　　　　　　　　　　　　　　
あ – 明治31年11月21日 三島村が町制施行、三島町に
い – 昭和19年4月1日 三島町、中曽根町、中之庄、松柏村が合併し三島町に
う – 昭和25年10月1日 三島町から松柏村が分立
え – 昭和27年6月1日 寒川村が町制施行し寒川町に

（注記）中之庄村以外の合併以前の系譜はそれぞれの市町村の記事を参照のこと。

```

## 地域
合併成立前の旧2か村がそのまま大字となった。
中之庄（なかのしょう）、具定（ぐじょう）
昭和の合併により伊予三島市となってからも継承。
平成の合併により四国中央市になってからも同様。
例 四国中央市中之庄町